# Alive in the Night
Alive in the Night – pierwszy album koncertowy grupy muzycznej Powerwolf. Wydawnictwo ukazało się 14 marca 2012 roku. Album został nagrany podczas europejskiej trasy koncertowej Wolfsnächte Tour 2012 i był dostępny jako dodatek do marcowego wydania magazynu „Metal Hammer”.

## Lista utworów
| Nr  | Tytuł utworu                  | Długość |
| --- | ----------------------------- | ------- |
| 1.  | „Lupus Daemonis (Intro)”      | 1:20    |
| 2.  | „Sanctified with Dynamite”    | 4:53    |
| 3.  | „Prayer in the Dark”          | 4:37    |
| 4.  | „Raise Your Fist, Evangelist” | 4:35    |
| 5.  | „We Drink Your Blood”         | 4:32    |
| 6.  | „Werewolves of Armenia”       | 4:13    |
| 7.  | „Dead Boys Don’t Cry”         | 4:03    |
| 8.  | „Resurrection by Erection”    | 5:25    |
| 9.  | „Saturday Satan”              | 5:55    |
| 10. | „Lupus Dei”                   | 6:59    |
|     |                               | 46:32   |

## Twórcy
| Zespół Powerwolf w składzie - Attila Dorn – wokal - Matthew Greywolf – gitara elektryczna - Charles Greywolf – gitara elektryczna - Falk Maria Schlegel – keyboard - Roel van Helden – perkusja | Produkcja - Matthew Greywolf – oprawa graficzna, okładka - Veronika Hesounová – zdjęcia - Eva Nagel – zdjęcia - Radka „Ray” Kučerová – zdjęcia - Charles Greywolf – miksowanie - Eroc – mastering |